# Archangels in Black
 (juin 2016).
Si vous disposez d'ouvrages ou d'articles de référence ou si vous connaissez des sites web de qualité traitant du thème abordé ici, merci de compléter l'article en donnant les références utiles à sa vérifiabilité et en les liant à la section « Notes et références ».
Albums de Adagio
Dominate
(2005)
Archangels in black est le 4e album studio du groupe Adagio sorti le 9 février 2009 en Europe. 
D'après leur website, le mastering est terminé depuis le 3 septembre 2008. Le groupe a annoncé qu'il s'agirait d'un album mêlant des chants cleans et extrêmes et pourrait être considéré comme un Underworld plus violent. Archangels in black sera le premier album de Adagio avec leur nouveau chanteur Christian Palin.

## Liste des morceaux
| No | Titre               | Durée |
| -- | ------------------- | ----- |
| 1. | Vamphyri            | 4:26  |
| 2. | The Astral Pathway  | 5:04  |
| 3. | Fear Circus         | 4:00  |
| 4. | Undead              | 4:40  |
| 5. | Archangels In Black | 5:37  |
| 6. | The Fifth Ankh      | 4:43  |
| 7. | Codex Oscura        | 9:07  |
| 8. | Twilight At Dawn    | 6:23  |
| 9. | Getsu Senshi        | 3:42  |

## Membres sur l'album
- Stéphan Forté : Guitare
- Christian Palin : Chant
- Franck Hermanny : Basse
- Kevin Codfert : Claviers
- Eric Lebailly : Batterie